# Maison de Cunha
La  Maison de Cunha (Casa da Cunha) est une des Maisons nobles du Portugal et de l'Espagne, où elle est établie depuis le début du XIIe siècle.

## Armes
D'or, à neuf coins de mire d'azur, trois et trois, mis en pal.

## Origines
Ce fut Alfonse-Henriques 1er roi du Portugal qui donna ces armes à Payo Gutierres de Cisneros, membre d'une branche cadette de la famille des rois des Asturies. Il participa à la reconquête du territoire auprès de Alfonse-Henriques, s'y distingua et contribua beaucoup aux victoires que ce prince remporta sur les Maures.
On lui doit les prises de Coïmbra, Leiria et Torres Novas. Mais surtout il se distingua à la prise de Lisbonne en 1147, où il reçut le nom de Cunha et des terres qui portèrent ce nom, par Alfonse-Henriques, après avoir brisé les portes de la ville à l'aide de « cunhas » c'est-à-dire de gros coins de mire.
Devenu ainsi Payo da Cunha (« da » étant une particule nobiliaire, que l'on peut traduire par « de » ou plutôt « de la »), fondateur de la Famille Cunha, il était puissant, riche et fort pieux. On lui doit entre autres la fondation du monastère de Saint-Simon de Junqueira. Il était appelé « o Cunha », c'est-à-dire « le Cunha ».

## Période contemporaine
Les branches les plus connues appartenant encore de nos jours à la noblesse portugaise, sont celle des seigneurs de Tábua, des comtes de Castro Marim, des seigneurs de Gestaçô et des comtes da Cunha, soit un peu moins d'une centaine de personnes, sur les plus de 2 500 personnes portant de nos jours le patronyme Cunha (da) à travers le monde. 

### Importance relative du patronyme
Au Portugal, depuis bien avant la révolution de 1910, le nom de famille peut se transmettre par les femmes, même en étant mariées. Ainsi les enfants peuvent porter, garder et transmettre le nom de leurs mères. De cette manière, de nombreux noms illustres du Portugal se sont retrouvés « banalisés ».
Cependant, au Portugal la qualité de noble ne se transmet que par les hommes, sauf dans de rares exceptions qui ne s'appliquent pas aux Cunha.
Cela explique donc pourquoi le nom de « Cunha » s'est retrouvé rapidement diffusé, et que parmi eux, n'existe qu'une poignée infime de personnes appartenant à la noblesse portugaise. 
Cette maison ibérique a aussi une branche installée en Espagne, les Acuña (de), dont sont issus certains ducs de Huete, d'Escalona et d'Ossone.

## Quelques illustres personnages
On doit aussi à cette maison, de nombreux grands personnages : 
- Tristan da Cunha : grand explorateur, dont des îles portent encore son nom de nos jours
- D. António Álvares da Cunha : 1er comte da Cunha, Vice-Roi du Brésil
- João Nunes da Cunha : 1er comte de São Vicente, Vice-Roi des Indes
- D. Luís da Cunha, ambassadeur du Portugal dans de nombreux pays d'Europe, dont la France, sous le règne de Louis XV et qui a écrit un testament politique (voir liens externes)
- D. José Manuel da Cunha : Premier ministre du Portugal